# Ataenius erratus
Ataenius erratus är en skalbaggsart som beskrevs av Henry Clinton Fall 1930. Ataenius erratus ingår i släktet Ataenius och familjen Aphodiidae. Inga underarter finns listade.